# Sioux Center
Sioux Center – miasto w Stanach Zjednoczonych, w stanie Iowa, w hrabstwie HSioux.